# 小行星3894
小行星3894（英語：3894 Williamcooke）是一颗围绕太阳公转的小行星。1980年8月14日，P. Jekabsons、M. P. Candy在珀斯天文台发现了此天体。
这颗小行星的绝对星等为187.51140400702等。